# Suecia en la Copa Mundial de Fútbol de 1974
La selección de Suecia fue uno de los 16 países participantes de la Copa Mundial de Fútbol de 1974, realizada en Alemania. El seleccionado sueco clasificó a la cita de Alemania Federal, gracias a que derrotó a su similar de Austria en un partido de desempate, tras terminar igualado con los austriacos, en el primer puesto del Grupo 1 de la eliminatoria de la UEFA.

## Clasificación

### Tabla de posiciones
| Equipo  | Pts | PJ | PG | PE | PP | GF | GC | Dif |
| ------- | --- | -- | -- | -- | -- | -- | -- | --- |
| Suecia  | 8   | 6  | 3  | 2  | 1  | 15 | 8  | 7   |
| Austria | 8   | 6  | 3  | 2  | 1  | 14 | 7  | 7   |
| Hungría | 8   | 6  | 2  | 4  | 0  | 12 | 7  | 5   |
| Malta   | 0   | 6  | 0  | 0  | 6  | 1  | 20 | -19 |

### Partidos
| Fecha                   | Lugar      | Partido | Partido | Partido | Partido | Partido |
| ----------------------- | ---------- | ------- | ------- | ------- | ------- | ------- |
| 25 de mayo de 1972      | Estocolmo  | Suecia  |         | 0:0     |         | Hungría |
| 10 de junio de 1972     | Viena      | Austria |         | 2:0     |         | Suecia  |
| 15 de octubre de 1972   | Gotemburgo | Suecia  |         | 7:0     |         | Malta   |
| 23 de mayo de 1973      | Gotemburgo | Suecia  |         | 3:2     |         | Austria |
| 13 de junio de 1973     | Budapest   | Hungría |         | 3:3     |         | Suecia  |
| 11 de noviembre de 1973 | La Valeta  | Malta   |         | 1:2     |         | Suecia  |

### Partido desempate
Austria y Suecia terminaron empatados en el primer lugar del grupo, con los mismos puntos y la misma diferencia de goles. Tras el partido de desempate, disputado en Gelsenkirchen (Alemania), Suecia consiguió su pase final al mundial, tras derrotar a Austria por 2:1.
| 27 de noviembre de 1973 | Suecia                            | 2:1 | Austria          | Parkstadion, Gelsenkirchen                       |                                                  |
|                         | Sandberg 12' · Larsson 28' (pen.) |     | Hattenberger 39' | Árbitro(s): Rudi Glöckner (Alemania Democrática) | Árbitro(s): Rudi Glöckner (Alemania Democrática) |

## Jugadores
| #  | Nombre              | Posición      | Edad | Club                 |
| -- | ------------------- | ------------- | ---- | -------------------- |
| 1  | Ronnie Hellström †  | Portero       | 25   | Hammarby IF          |
| 2  | Jan Olsson †        | Defensor      | 24   | Åtvidabergs FF       |
| 3  | Kent Karlsson       | Defensor      | 28   | Åtvidabergs FF       |
| 4  | Björn Nordqvist     | Defensor      | 31   | PSV Eindhoven        |
| 5  | Björn Andersson     | Defensor      | 22   | Östers IF            |
| 6  | Ove Grahn †         | Mediocampista | 31   | Grasshopper          |
| 7  | Bo Larsson          | Mediocampista | 30   | Malmö FF             |
| 8  | Conny Torstensson   | Mediocampista | 24   | Bayern Munich        |
| 9  | Ove Kindvall        | Delantero     | 31   | IFK Norrköping       |
| 10 | Ralf Edström        | Delantero     | 21   | PSV Eindhoven        |
| 11 | Roland Sandberg     | Delantero     | 27   | 1. FC Kaiserslautern |
| 12 | Sven-Gunnar Larsson | Portero       | 34   | Örebro SK            |
| 13 | Roland Grip         | Defensor      | 33   | AIK Estocolmo        |
| 14 | Staffan Tapper      | Mediocampista | 25   | Malmö FF             |
| 15 | Benno Magnusson     | Delantero     | 21   | 1. FC Kaiserslautern |
| 16 | Inge Ejderstedt     | Delantero     | 27   | Östers IF            |
| 17 | Göran Hagberg       | Portero       | 26   | Östers IF            |
| 18 | Jörgen Augustsson   | Defensor      | 21   | Åtvidabergs FF       |
| 19 | Claes Cronqvist     | Mediocampista | 29   | Djurgårdens IF       |
| 20 | Sven Lindman        | Mediocampista | 32   | Djurgårdens IF       |
| 21 | Örjan Persson       | Mediocampista | 31   | Örgryte IS           |
| 22 | Thomas Ahlström     | Delantero     | 21   | IF Elfsborg          |
| DT | Georg Ericson †     |               |      |                      |

## Participación

### Primera ronda

#### Grupo 3
| Equipo       | Pts | PJ | PG | PE | PP | GF | GC | Dif |
| ------------ | --- | -- | -- | -- | -- | -- | -- | --- |
| Países Bajos | 5   | 3  | 2  | 1  | 0  | 6  | 1  | 5   |
| Suecia       | 4   | 3  | 1  | 2  | 0  | 3  | 0  | 3   |
| Bulgaria     | 2   | 3  | 0  | 2  | 1  | 2  | 5  | -3  |
| Uruguay      | 1   | 3  | 0  | 1  | 2  | 1  | 6  | -5  |

| 15 de junio de 1974, 16:00 | Suecia | 0:0     | Bulgaria | Rheinstadion, Düsseldorf                                              |                                                                       |
|                            |        | Reporte |          | Asistencia: 22.500 espectadores Árbitro(s): Edison Pérez Núñez (Perú) | Asistencia: 22.500 espectadores Árbitro(s): Edison Pérez Núñez (Perú) |

| 1  | PO | Ronnie Hellström  |     |
| 2  | DF | Jan Olsson        |     |
| 3  | DF | Kent Karlsson     |     |
| 5  | DF | Björn Andersson   |     |
| 6  | MC | Ove Grahn         |     |
| 7  | MC | Bo Larsson        |     |
| 9  | MC | Ove Kindvall      | 73' |
| 14 | MC | Staffan Tapper    |     |
| 8  | DE | Conny Torstensson |     |
| 10 | DE | Ralf Edström      |     |
| 11 | DE | Roland Sandberg   |     |
| DT | DT | Georg Ericson     |     |

| 1  | PO | Rumyancho Goranov |     |
| 4  | DF | Stefan Velichkov  |     |
| 6  | DF | Dimitar Penev     |     |
| 17 | DF | Asparuh Nikodimov |     |
| 18 | DF | Tsonyo Vasilev    |     |
| 19 | DF | Kiril Ivkov       |     |
| 5  | MC | Bozhil Kolev      |     |
| 8  | MC | Hristo Bonev      |     |
| 7  | DE | Voyn Voynov       | 75' |
| 11 | DE | Georgi Denev      |     |
| 15 | DE | Pavel Panov       | 73' |
| DT | DT | Hristo Mladenov   |     |

| 15 | MC | Benno Magnusson | 73' |

| 13 | DE | Mladen Vasilev  | 73' |
| 9  | DE | Atanas Mihailov | 75' |

| Árbitro             | Edison Pérez Núñez         |
| Árbitros asistentes | Alfonso González Archundia |
| Árbitros asistentes | Govindasamy Suppiah        |

| 1  | PO | Ronnie Hellström  |     |
| 2  | DF | Jan Olsson        |     |
| 3  | DF | Kent Karlsson     |     |
| 5  | DF | Björn Andersson   |     |
| 6  | MC | Ove Grahn         |     |
| 7  | MC | Bo Larsson        |     |
| 9  | MC | Ove Kindvall      | 73' |
| 14 | MC | Staffan Tapper    |     |
| 8  | DE | Conny Torstensson |     |
| 10 | DE | Ralf Edström      |     |
| 11 | DE | Roland Sandberg   |     |
| DT | DT | Georg Ericson     |     |

| 1  | PO | Rumyancho Goranov |     |
| 4  | DF | Stefan Velichkov  |     |
| 6  | DF | Dimitar Penev     |     |
| 17 | DF | Asparuh Nikodimov |     |
| 18 | DF | Tsonyo Vasilev    |     |
| 19 | DF | Kiril Ivkov       |     |
| 5  | MC | Bozhil Kolev      |     |
| 8  | MC | Hristo Bonev      |     |
| 7  | DE | Voyn Voynov       | 75' |
| 11 | DE | Georgi Denev      |     |
| 15 | DE | Pavel Panov       | 73' |
| DT | DT | Hristo Mladenov   |     |

| 15 | MC | Benno Magnusson | 73' |

| 13 | DE | Mladen Vasilev  | 73' |
| 9  | DE | Atanas Mihailov | 75' |

| Árbitro             | Edison Pérez Núñez         |
| Árbitros asistentes | Alfonso González Archundia |
| Árbitros asistentes | Govindasamy Suppiah        |

| 19 de junio de 1974, 19:30 | Países Bajos | 0:0     | Suecia | Westfalenstadion, Dortmund                                            |                                                                       |
|                            |              | Reporte |        | Asistencia: 53.700 espectadores Árbitro(s): Werner Winsemann (Canadá) | Asistencia: 53.700 espectadores Árbitro(s): Werner Winsemann (Canadá) |

| 8  | PO | Jan Jongbloed      |     |
| 12 | DF | Ruud Krol          |     |
| 17 | DF | Wim Rijsbergen     |     |
| 20 | DF | Wim Suurbier       |     |
| 2  | MC | Arie Haan          |     |
| 3  | MC | Willem van Hanegem | 73' |
| 6  | MC | Wim Jansen         |     |
| 13 | MC | Johan Neeskens     |     |
| 9  | DE | Piet Keizer        |     |
| 14 | DE | Johan Cruyff       |     |
| 16 | DE | Johnny Rep         |     |
| DT | DT | Rinus Michels      |     |

| 1  | PO | Ronnie Hellström |     |
| 2  | DF | Jan Olsson       | 75' |
| 3  | DF | Kent Karlsson    |     |
| 4  | DF | Björn Nordqvist  |     |
| 5  | DF | Björn Andersson  |     |
| 6  | MC | Ove Grahn        |     |
| 7  | MC | Bo Larsson       |     |
| 14 | MC | Staffan Tapper   | 61' |
| 16 | MC | Inge Ejderstedt  |     |
| 10 | DE | Ralf Edström     |     |
| 11 | DE | Roland Sandberg  |     |
| DT | DT | Georg Ericson    |     |

| 7 | MC | Theo de Jong | 73' |

| 21 | MC | Örjan Persson | 61' |
| 13 | DF | Roland Grip   | 75' |

| Amonestado | 72' | Johnny Rep |

| Amonestado | 36' | Björn Nordqvist |
| Amonestado | 74' | Björn Andersson |
| Amonestado | 86' | Ove Grahn       |

| Árbitro             | Werner Winsemann |
| Árbitros asistentes | Kurt Tschenscher |
| Árbitros asistentes | Clive Thomas     |

| 8  | PO | Jan Jongbloed      |     |
| 12 | DF | Ruud Krol          |     |
| 17 | DF | Wim Rijsbergen     |     |
| 20 | DF | Wim Suurbier       |     |
| 2  | MC | Arie Haan          |     |
| 3  | MC | Willem van Hanegem | 73' |
| 6  | MC | Wim Jansen         |     |
| 13 | MC | Johan Neeskens     |     |
| 9  | DE | Piet Keizer        |     |
| 14 | DE | Johan Cruyff       |     |
| 16 | DE | Johnny Rep         |     |
| DT | DT | Rinus Michels      |     |

| 1  | PO | Ronnie Hellström |     |
| 2  | DF | Jan Olsson       | 75' |
| 3  | DF | Kent Karlsson    |     |
| 4  | DF | Björn Nordqvist  |     |
| 5  | DF | Björn Andersson  |     |
| 6  | MC | Ove Grahn        |     |
| 7  | MC | Bo Larsson       |     |
| 14 | MC | Staffan Tapper   | 61' |
| 16 | MC | Inge Ejderstedt  |     |
| 10 | DE | Ralf Edström     |     |
| 11 | DE | Roland Sandberg  |     |
| DT | DT | Georg Ericson    |     |

| 7 | MC | Theo de Jong | 73' |

| 21 | MC | Örjan Persson | 61' |
| 13 | DF | Roland Grip   | 75' |

| Amonestado | 72' | Johnny Rep |

| Amonestado | 36' | Björn Nordqvist |
| Amonestado | 74' | Björn Andersson |
| Amonestado | 86' | Ove Grahn       |

| Árbitro             | Werner Winsemann |
| Árbitros asistentes | Kurt Tschenscher |
| Árbitros asistentes | Clive Thomas     |

| 23 de junio de 1974, 16:00 | Suecia                          | 3:0 (0:0) | Uruguay | Rheinstadion, Düsseldorf                                             |                                                                      |
|                            | Edstrom 46', 77' · Sandberg 74' | Reporte   |         | Asistencia: 27.000 espectadores Árbitro(s): Erich Linemayr (Austria) | Asistencia: 27.000 espectadores Árbitro(s): Erich Linemayr (Austria) |

| 1  | PO | Ronnie Hellström |     |
| 3  | DF | Kent Karlsson    |     |
| 4  | DF | Björn Nordqvist  |     |
| 5  | DF | Björn Andersson  |     |
| 13 | DF | Roland Grip      |     |
| 6  | MC | Ove Grahn        |     |
| 7  | MC | Bo Larsson       |     |
| 9  | MC | Ove Kindvall     | 76' |
| 10 | DE | Ralf Edström     |     |
| 11 | DE | Roland Sandberg  |     |
| 15 | DE | Benno Magnusson  | 60' |
| DT | DT | Georg Ericson    |     |

| 1  | PO | Ladislao Mazurkiewicz |     |
| 2  | DF | Baudilio Jáuregui     |     |
| 4  | DF | Pablo Forlán          |     |
| 6  | DF | Ricardo Pavoni        |     |
| 14 | DF | Luis Garisto          | 46' |
| 8  | MC | Víctor Espárrago      |     |
| 10 | MC | Pedro Rocha           |     |
| 18 | MC | Walter Mantegazza     |     |
| 9  | DE | Fernando Morena       |     |
| 11 | DE | Rubén Corbo           | 43' |
| 19 | DE | Denis Milar           |     |
| DT | DT | Roberto Porta         |     |

| 22 | DE | Thomas Ahlström   | 60' |
| 8  | MC | Conny Torstensson | 76' |

| 7 | DE | Luis Cubilla | 43' |
| 3 | DF | Juan Masnik  | 46' |

| Anotado | 46' | Ralf Edström    |
| Anotado | 74' | Roland Sandberg |
| Anotado | 77' | Ralf Edström    |

| Amonestado | 21' | Baudilio Jáuregui |

| Árbitro             | Erich Linemayr    |
| Árbitros asistentes | Vicente Llobregat |
| Árbitros asistentes | Heinz Aldinger    |

| 1  | PO | Ronnie Hellström |     |
| 3  | DF | Kent Karlsson    |     |
| 4  | DF | Björn Nordqvist  |     |
| 5  | DF | Björn Andersson  |     |
| 13 | DF | Roland Grip      |     |
| 6  | MC | Ove Grahn        |     |
| 7  | MC | Bo Larsson       |     |
| 9  | MC | Ove Kindvall     | 76' |
| 10 | DE | Ralf Edström     |     |
| 11 | DE | Roland Sandberg  |     |
| 15 | DE | Benno Magnusson  | 60' |
| DT | DT | Georg Ericson    |     |

| 1  | PO | Ladislao Mazurkiewicz |     |
| 2  | DF | Baudilio Jáuregui     |     |
| 4  | DF | Pablo Forlán          |     |
| 6  | DF | Ricardo Pavoni        |     |
| 14 | DF | Luis Garisto          | 46' |
| 8  | MC | Víctor Espárrago      |     |
| 10 | MC | Pedro Rocha           |     |
| 18 | MC | Walter Mantegazza     |     |
| 9  | DE | Fernando Morena       |     |
| 11 | DE | Rubén Corbo           | 43' |
| 19 | DE | Denis Milar           |     |
| DT | DT | Roberto Porta         |     |

| 22 | DE | Thomas Ahlström   | 60' |
| 8  | MC | Conny Torstensson | 76' |

| 7 | DE | Luis Cubilla | 43' |
| 3 | DF | Juan Masnik  | 46' |

| Anotado | 46' | Ralf Edström    |
| Anotado | 74' | Roland Sandberg |
| Anotado | 77' | Ralf Edström    |

| Amonestado | 21' | Baudilio Jáuregui |

| Árbitro             | Erich Linemayr    |
| Árbitros asistentes | Vicente Llobregat |
| Árbitros asistentes | Heinz Aldinger    |

### Segunda ronda

#### Grupo 2
| Equipo           | Pts | PJ | PG | PE | PP | GF | GC | Dif |
| ---------------- | --- | -- | -- | -- | -- | -- | -- | --- |
| Alemania Federal | 6   | 3  | 3  | 0  | 0  | 7  | 2  | 5   |
| Polonia          | 4   | 3  | 2  | 0  | 1  | 3  | 2  | 1   |
| Suecia           | 2   | 3  | 1  | 0  | 2  | 4  | 6  | -2  |
| Yugoslavia       | 0   | 3  | 0  | 0  | 3  | 2  | 6  | -4  |

| 26 de junio de 1974, 19:30 | Suecia | 0:1 (0:1) | Polonia  | Neckarstadion, Stuttgart                                            |                                                                     |
|                            |        | Reporte   | Lato 43' | Asistencia: 43.755 espectadores Árbitro(s): Ramón Barreto (Uruguay) | Asistencia: 43.755 espectadores Árbitro(s): Ramón Barreto (Uruguay) |

| 1  | PO | Ronnie Hellström  |     |
| 3  | DF | Kent Karlsson     |     |
| 4  | DF | Björn Nordqvist   |     |
| 5  | DF | Björn Andersson   | 60' |
| 13 | DF | Roland Grip       |     |
| 6  | MC | Ove Grahn         |     |
| 7  | MC | Bo Larsson        |     |
| 14 | MC | Staffan Tapper    | 80' |
| 8  | DE | Conny Torstensson |     |
| 10 | DE | Ralf Edström      |     |
| 11 | DE | Roland Sandberg   |     |
| DT | DT | Georg Ericson     |     |

| 2  | PO | Jan Tomaszewski    |     |
| 4  | DF | Antoni Szymanowski |     |
| 5  | DF | Zbigniew Gut       |     |
| 6  | DF | Jerzy Gorgoń       |     |
| 9  | DF | Władysław Żmuda    |     |
| 12 | MC | Kazimierz Deyna    |     |
| 13 | MC | Henryk Kasperczak  |     |
| 14 | MC | Zygmunt Maszczyk   |     |
| 16 | DE | Grzegorz Lato      |     |
| 17 | DE | Andrzej Szarmach   | 62' |
| 18 | DE | Robert Gadocha     |     |
| DT | DT | Kazimierz Górski   |     |

| 18 | DF | Jörgen Augustsson | 60' |
| 22 | MC | Thomas Ahlström   | 80' |

| 21 | DE | Kazimierz Kmiecik | 62' |

| Anotado | 43' | Grzegorz Lato |

| Amonestado | 44' | Andrzej Szarmach |
| Amonestado | 49' | Jerzy Gorgoń     |

| Árbitro             | Ramón Barreto    |
| Árbitros asistentes | Alfonso González |
| Árbitros asistentes | Luis Pestarino   |

| 1  | PO | Ronnie Hellström  |     |
| 3  | DF | Kent Karlsson     |     |
| 4  | DF | Björn Nordqvist   |     |
| 5  | DF | Björn Andersson   | 60' |
| 13 | DF | Roland Grip       |     |
| 6  | MC | Ove Grahn         |     |
| 7  | MC | Bo Larsson        |     |
| 14 | MC | Staffan Tapper    | 80' |
| 8  | DE | Conny Torstensson |     |
| 10 | DE | Ralf Edström      |     |
| 11 | DE | Roland Sandberg   |     |
| DT | DT | Georg Ericson     |     |

| 2  | PO | Jan Tomaszewski    |     |
| 4  | DF | Antoni Szymanowski |     |
| 5  | DF | Zbigniew Gut       |     |
| 6  | DF | Jerzy Gorgoń       |     |
| 9  | DF | Władysław Żmuda    |     |
| 12 | MC | Kazimierz Deyna    |     |
| 13 | MC | Henryk Kasperczak  |     |
| 14 | MC | Zygmunt Maszczyk   |     |
| 16 | DE | Grzegorz Lato      |     |
| 17 | DE | Andrzej Szarmach   | 62' |
| 18 | DE | Robert Gadocha     |     |
| DT | DT | Kazimierz Górski   |     |

| 18 | DF | Jörgen Augustsson | 60' |
| 22 | MC | Thomas Ahlström   | 80' |

| 21 | DE | Kazimierz Kmiecik | 62' |

| Anotado | 43' | Grzegorz Lato |

| Amonestado | 44' | Andrzej Szarmach |
| Amonestado | 49' | Jerzy Gorgoń     |

| Árbitro             | Ramón Barreto    |
| Árbitros asistentes | Alfonso González |
| Árbitros asistentes | Luis Pestarino   |

| 30 de junio de 1974, 19:30 | Alemania Federal                                             | 4:2 (0:1) | Suecia                     | Rheinstadion, Düsseldorf                                                    |                                                                             |
|                            | Overath 51' · Bonhof 52' · Grabowski 76' · Hoeneß 89' (pen.) | Reporte   | Edstrom 24' · Sandberg 53' | Asistencia: 66.500 espectadores Árbitro(s): Pavel Kazakov (Unión Soviética) | Asistencia: 66.500 espectadores Árbitro(s): Pavel Kazakov (Unión Soviética) |

| 1  | PO | Sepp Maier               |     |
| 2  | DF | Berti Vogts              |     |
| 3  | DF | Paul Breitner            |     |
| 4  | DF | Hans-Georg Schwarzenbeck |     |
| 5  | DF | Franz Beckenbauer        |     |
| 12 | MC | Wolfgang Overath         |     |
| 14 | MC | Uli Hoeneß               |     |
| 16 | MC | Rainer Bonhof            |     |
| 13 | DE | Gerd Müller              |     |
| 17 | DE | Bernd Hölzenbein         | 83' |
| 18 | DE | Dieter Herzog            | 64' |
| DT | DT | Helmut Schön             |     |

| 1  | PO | Ronnie Hellström  |     |
| 2  | DF | Jan Olsson        |     |
| 3  | DF | Kent Karlsson     |     |
| 4  | DF | Björn Nordqvist   |     |
| 18 | DF | Jörgen Augustsson |     |
| 6  | MC | Ove Grahn         |     |
| 7  | MC | Bo Larsson        | 32' |
| 14 | MC | Staffan Tapper    |     |
| 8  | DE | Conny Torstensson |     |
| 10 | DE | Ralf Edström      |     |
| 11 | DE | Roland Sandberg   |     |
| DT | DT | Georg Ericson     |     |

| 9  | DE | Jürgen Grabowski | 64' |
| 15 | DE | Heinz Flohe      | 83' |

| 16 | MC | Inge Ejderstedt | 32' |

| Anotado         | 51' | Wolfgang Overath |
| Anotado         | 52' | Rainer Bonhof    |
| Anotado         | 76' | Jürgen Grabowski |
| Anotado · Penal | 89' | Uli Hoeneß       |

| Anotado | 24' | Ralf Edström    |
| Anotado | 53' | Roland Sandberg |

| Amonestado | 45' | Ove Grahn |

| Árbitro             | Pavel Kazakov        |
| Árbitros asistentes | Nicolae Rainea       |
| Árbitros asistentes | Pablo Sánchez Ibáñez |

| 1  | PO | Sepp Maier               |     |
| 2  | DF | Berti Vogts              |     |
| 3  | DF | Paul Breitner            |     |
| 4  | DF | Hans-Georg Schwarzenbeck |     |
| 5  | DF | Franz Beckenbauer        |     |
| 12 | MC | Wolfgang Overath         |     |
| 14 | MC | Uli Hoeneß               |     |
| 16 | MC | Rainer Bonhof            |     |
| 13 | DE | Gerd Müller              |     |
| 17 | DE | Bernd Hölzenbein         | 83' |
| 18 | DE | Dieter Herzog            | 64' |
| DT | DT | Helmut Schön             |     |

| 1  | PO | Ronnie Hellström  |     |
| 2  | DF | Jan Olsson        |     |
| 3  | DF | Kent Karlsson     |     |
| 4  | DF | Björn Nordqvist   |     |
| 18 | DF | Jörgen Augustsson |     |
| 6  | MC | Ove Grahn         |     |
| 7  | MC | Bo Larsson        | 32' |
| 14 | MC | Staffan Tapper    |     |
| 8  | DE | Conny Torstensson |     |
| 10 | DE | Ralf Edström      |     |
| 11 | DE | Roland Sandberg   |     |
| DT | DT | Georg Ericson     |     |

| 9  | DE | Jürgen Grabowski | 64' |
| 15 | DE | Heinz Flohe      | 83' |

| 16 | MC | Inge Ejderstedt | 32' |

| Anotado         | 51' | Wolfgang Overath |
| Anotado         | 52' | Rainer Bonhof    |
| Anotado         | 76' | Jürgen Grabowski |
| Anotado · Penal | 89' | Uli Hoeneß       |

| Anotado | 24' | Ralf Edström    |
| Anotado | 53' | Roland Sandberg |

| Amonestado | 45' | Ove Grahn |

| Árbitro             | Pavel Kazakov        |
| Árbitros asistentes | Nicolae Rainea       |
| Árbitros asistentes | Pablo Sánchez Ibáñez |

| 3 de julio de 1974, 19:30 | Suecia                        | 2:1 (1:1) | Yugoslavia | Rheinstadion, Düsseldorf                                               |                                                                        |
|                           | Edstrom 29' · Torstensson 85' | Reporte   | Šurjak 27' | Asistencia: 40.000 espectadores Árbitro(s): Luis Pestarino (Argentina) | Asistencia: 40.000 espectadores Árbitro(s): Luis Pestarino (Argentina) |

| 1  | PO | Ronnie Hellström  |
| 2  | DF | Jan Olsson        |
| 3  | DF | Kent Karlsson     |
| 4  | DF | Björn Nordqvist   |
| 18 | DF | Jörgen Augustsson |
| 6  | MC | Ove Grahn         |
| 14 | MC | Staffan Tapper    |
| 21 | MC | Örjan Persson     |
| 8  | DE | Conny Torstensson |
| 10 | DE | Ralf Edström      |
| 11 | DE | Roland Sandberg   |
| DT | DT | Georg Ericson     |

| 1  | PO | Enver Marić         |     |
| 2  | DF | Ivan Buljan         |     |
| 3  | DF | Enver Hadžiabdić    |     |
| 5  | DF | Josip Katalinski    |     |
| 6  | DF | Vladislav Bogićević |     |
| 10 | MC | Jovan Aćimović      |     |
| 12 | MC | Jurica Jerković     |     |
| 13 | MC | Miroslav Pavlović   | 78' |
| 20 | MC | Vladimir Petrović   | 70' |
| 9  | DE | Ivica Šurjak        |     |
| 11 | DE | Dragan Džajić       |     |
| DT | DT | Miljan Miljanić     |     |

| 18 | MC | Stanislav Karasi | 70' |
| 14 | MC | Luka Peruzović   | 78' |

| Anotado | 29' | Ralf Edström      |
| Anotado | 85' | Conny Torstensson |

| Anotado | 27' | Ivica Šurjak |

| Amonestado | 26' | Josip Katalinski |
| Amonestado | 86' | Stanislav Karasi |

| Árbitro             | Luis Pestarino    |
| Árbitros asistentes | Ramón Barreto     |
| Árbitros asistentes | Vicente Llobregat |

| 1  | PO | Ronnie Hellström  |
| 2  | DF | Jan Olsson        |
| 3  | DF | Kent Karlsson     |
| 4  | DF | Björn Nordqvist   |
| 18 | DF | Jörgen Augustsson |
| 6  | MC | Ove Grahn         |
| 14 | MC | Staffan Tapper    |
| 21 | MC | Örjan Persson     |
| 8  | DE | Conny Torstensson |
| 10 | DE | Ralf Edström      |
| 11 | DE | Roland Sandberg   |
| DT | DT | Georg Ericson     |

| 1  | PO | Enver Marić         |     |
| 2  | DF | Ivan Buljan         |     |
| 3  | DF | Enver Hadžiabdić    |     |
| 5  | DF | Josip Katalinski    |     |
| 6  | DF | Vladislav Bogićević |     |
| 10 | MC | Jovan Aćimović      |     |
| 12 | MC | Jurica Jerković     |     |
| 13 | MC | Miroslav Pavlović   | 78' |
| 20 | MC | Vladimir Petrović   | 70' |
| 9  | DE | Ivica Šurjak        |     |
| 11 | DE | Dragan Džajić       |     |
| DT | DT | Miljan Miljanić     |     |

| 18 | MC | Stanislav Karasi | 70' |
| 14 | MC | Luka Peruzović   | 78' |

| Anotado | 29' | Ralf Edström      |
| Anotado | 85' | Conny Torstensson |

| Anotado | 27' | Ivica Šurjak |

| Amonestado | 26' | Josip Katalinski |
| Amonestado | 86' | Stanislav Karasi |

| Árbitro             | Luis Pestarino    |
| Árbitros asistentes | Ramón Barreto     |
| Árbitros asistentes | Vicente Llobregat |